# مزدرا
مزدرا شهری در استان وراتسا کشور بلغارستان است که جمعیت آن در سال ۲۰۰۱ میلادی ۱۲٬۳۸۷ نفر بوده‌است.